# Möserscher See
Der Mösersche See schließt sich westlich an den Breitlingsee an, von dem er durch die Inseln Kiehnwerder und Buhnenwerder getrennt ist. Wie der Breitlingsee gehört er als Bundeswasserstraße zur Unteren Havel-Wasserstraße und zählt vom Breitlingsee bis Kirchmöser Ost zur Wasserstraßenklasse III. Zuständig ist das Wasserstraßen- und Schifffahrtsamt Spree-Havel.
Am Westufer des Sees liegt der Brandenburger Ortsteil Kirchmöser, dessen Wohn- und Industriegebiete sich um den Heiligen See gruppieren, der mit dem Möserschen See verbunden ist. Die Fortsetzung seines Westufers nach Norden bildet die Halbinsel Wusterau. Inmitten des Möserschen Sees befindet sich die Insel Kälberwerder. Die größte Tiefe des Sees wird mit über 6 m angegeben.